# 東祖谷下瀬
東祖谷下瀬（ひがしいやしもせ）は、徳島県三好市の町名。郵便番号は778-0203。

## 地理
三好市の南部に位置。北は東祖谷栗枝渡・東祖谷中上、東は東祖谷九鬼、西は東祖谷京上、南は東祖谷釜ケ谷とそれぞれ接する。地域の中央を南北に国道439号が祖谷川と並行して通っており、地域の中心地には三好市立東祖谷中学校と三好市立東祖谷小学校が設置されている。

### 河川
- 祖谷川

## 歴史
- 2006年（平成18年）3月1日 - 三好郡東祖谷山村が三野町・池田町・山城町・井川町・西祖谷山村と合併して三好市が発足し、現在の町名となる。

## 世帯数と人口
2021年（令和3年）11月30日現在の世帯数と人口は以下の通りである。
| 町丁       | 世帯数 | 人口 |
| ---------- | ------ | ---- |
| 東祖谷下瀬 | 25世帯 | 45人 |

## 小・中学校の学区
市立小・中学校に通う場合、学区は以下の通りとなる。
| 番地 | 小学校               | 中学校               |
| ---- | -------------------- | -------------------- |
| 全域 | 三好市立東祖谷小学校 | 三好市立東祖谷中学校 |

## 施設
- 三好市立東祖谷中学校
- 三好市立東祖谷小学校
- 栗枝渡八幡神社
- 黒岡神社
- 集福寺

## 交通

### 鉄道
- 最寄駅はJR土讃線の大歩危駅。

### 道路
国道
- 国道439号